# هوانگ دونگجیه
هوانگ دونگجیه (انگلیسی: Huang Dongjie؛ زادهٔ ۲۲ دسامبر ۱۹۸۱) بازیکن زن هندبال اهل چین بود. وی در بازی‌های المپیک تابستانی ۲۰۰۸ شرکت کرده‌است.